# Chamalières-sur-Loire
Chamalières-sur-Loire é uma comuna francesa na região administrativa de Auvérnia-Ródano-Alpes, no departamento de Alto Loire. Estende-se por uma área de 13,28 km². Em 2010 a comuna tinha 499 habitantes (densidade: 37,6 hab./km²).